# Angered
Angered – miejscowość (tätort) w Szwecji, w regionie administracyjnym (län) Västra Götaland, w gminie Göteborg.
Według danych Szwedzkiego Urzędu Statystycznego liczba ludności wyniosła: 1062 (31 grudnia 2015), 1417 (31 grudnia 2018) i 1462 (31 grudnia 2019).